# Michel Ho Dinh Hy
Pour les articles homonymes, voir Saint Michel.
Michel Ho Dinh Hy ou Michel Hồ Đình Hy (胡廷西), né en 1808, mort le 22 mai 1857, est un laïc vietnamien, mandarin et catéchiste, martyr du groupe des Martyrs du Viêt-Nam. Il est considéré comme saint depuis sa canonisation par Jean-Paul II le 19 juin 1988. Sa fête est célébrée le 22 mai.

## Biographie
Né de parents chrétiens dans le nord de la Cochinchine, Ho Dinh Hy est le plus jeune des cinq enfants survivants parmi les douze qui sont nés dans ce foyer. Il épouse une chrétienne et a eu deux fils et trois filles. Comme les autres chrétiens de l'époque, ils pratiquent leur foi en privé.
Il est un négociant en soie aisé. À 21 ans, il obtient le cinquième rang de mandarin, puis est nommé surintendant des moulins de soie royaux. À ce titre, il voyage beaucoup en particulier vers Singapour et la Malaisie. Au plus fort des persécutions, lorsque son fils aîné lui confie sa vocation à être prêtre, il s'arrange pour qu'il puisse étudier en Indonésie. Lorsque son second fils meurt à l'âge de 12 ans, il renonce à faire revenir son fils aîné à la maison, contrairement aux coutumes confucéennes, pour éviter les menaces contre sa foi.
Pendant ses années de service auprès du roi, Michel Ho Dinh Hy se dévoue à la cause des pauvres, et aide aux transferts des missionnaires français et portugais sous prétexte de son emploi. En particulier, il donne en gage son vêtement officiel quand la jonque qui transportait un évêque des Missions étrangères de Paris est la cause d'un accident contre une jonque marchande. Il se montre magnanime envers certains voleurs des moulins royaux qui ont été capturés. De plus, les missionnaires lui confient des écrits relatifs à la mission. Toutes ces activités sont illégales, les activités missionnaires chrétiennes ayant été interdites par la dynastie Nguyễn. Il ne pratique pas sa foi en public, sauf tardivement, lorsqu'il devient le protecteur de la communauté chrétienne, à la grande surprise de ses collègues mandarins.

### Arrestation
À la différence d'autres martyrs vietnamiens dont au mieux le nom et la vie sont conservés par la tradition orale, plusieurs circonstances de la vie de Michel Ho Dinh Hy sont documentées par des sources écrites, venant des mémoires des Pères des missions étrangères de Paris.
Un magistrat local, mécontent d'un refus de Michel Hồ Đình Hy comme responsable des moulins à soie royaux, dénonce au roi ses activités chrétiennes,,.
Pendant son emprisonnement et sous l'effet de la torture, il signe un compromis avec les magistrats : une confession selon laquelle il serait l'agent du gouvernement français qui ne verrait pas d'un bon œil les persécutions contre les chrétiens. Mais l'évêque des MEP (Missions étrangères de Paris) lui demande de se rétracter, car d'une part cela facilite d'autres persécutions de la part de l'administration royale et d'autre part la France ne se reconnait pas dans cette raison religieuse de sa présence en Indochine. Il se rétracte donc et fait une nouvelle confession, qui n'est cependant pas publiée ni acceptée par la cour. Il passe ses derniers jours dans l'humilité et la pénitence.

### Mort
Par décret du roi, Hồ Đình Hy est décapité après humiliation publique, et toutes ses possessions sont confisquées par les magistrats. Selon les témoins, il refuse son dernier repas et demande à être exécuté près de son lieu de naissance plutôt que sur l'endroit habituel des exécutions. Il choisit de porter son vêtement officiel pour l'exécution. Selon les mémoires des missionnaires MEP, il reçoit les derniers sacrements discrètement de prêtres indochinois. Il est le dernier officier de haut rang à être exécuté sous la dynastie Nguyễn.

## Après sa mort
Pendant son emprisonnement et après son exécution, il est critiqué pour sa confession ayant entraîné d'autres persécutions contre les chrétiens. Vingt-cinq ans après sa mort, son fils prêtre à la retraite revient d'Indonésie et tente de justifier le compromis que son père avait signé pendant sa prison[réf. souhaitée] : les noms qu'il avait indiqués comme ceux de personnes chrétiennes étaient celui de son fils, de sa famille proche et de personnes imaginaires. Les villages qu'il avait désignés furent l'objet d'expéditions de la part des milices du roi, mais n'aboutirent à aucune arrestation.[réf. nécessaire]

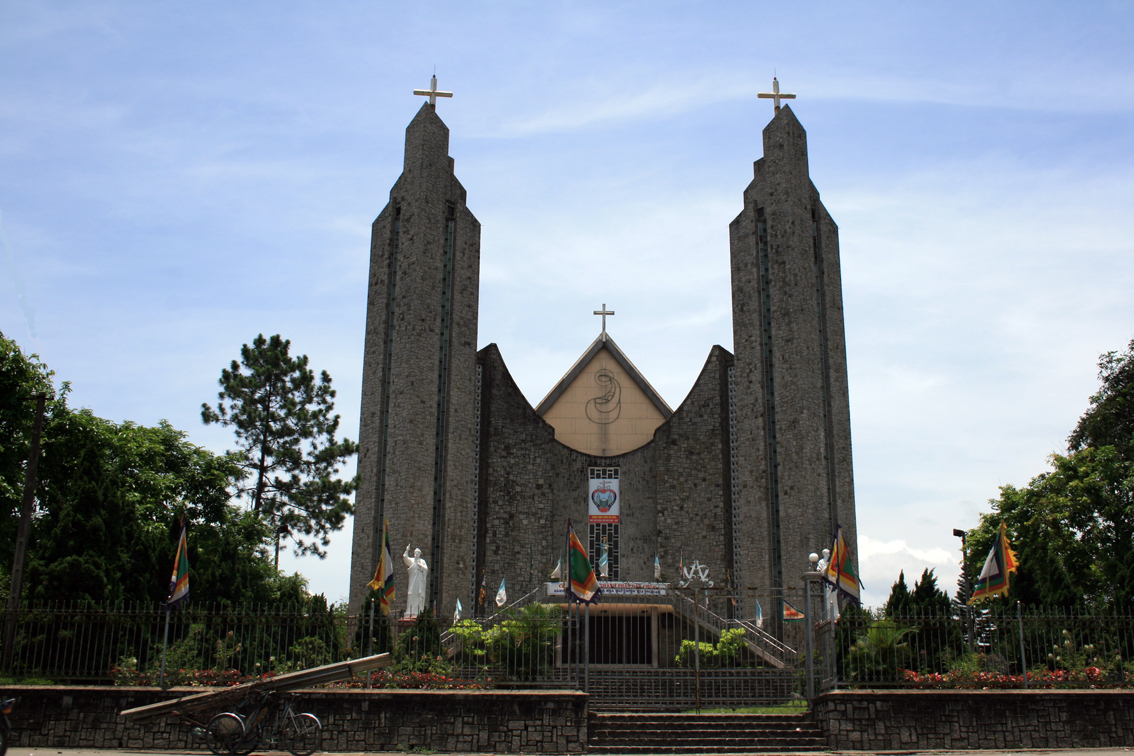
Basilique de Phu Cam où il est enterré

Ses restes sont enterrés à la basilique de Phú Cam, cathédrale de l'archidiocèse de Hué.

### Canonisation
Son procès à la cause des saints est introduit par le Père Louis Pallard des Missions étrangères de Paris en 1867. Béatifié en 1900 par Léon XIII, il est canonisé à Rome par Jean-Paul II en 1988 avec 116 autres martyrs vietnamiens.

### Hommage civil
À l'occasion de sa béatification en 1900, un historien, Phước Môn Nguyễn Hữu Bài, élevé à la cour du Viet Nam, résume ainsi sa vie :
Tự Đức ngự đề văn khổ khắc,

Đức Lêo châu điểm nét tiêu diêu

(L'empereur Tự Đức condamna sa vie terrestre,

le pape Léon le glorifia après sa vie.)